# Magnetyt

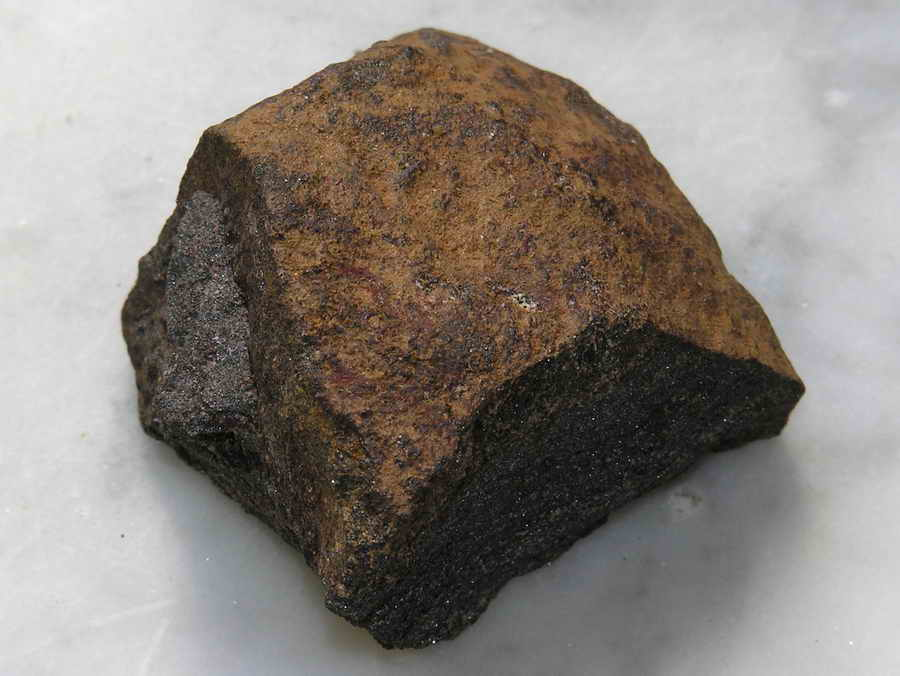

Magnetyt – minerał z gromady tlenków, zaliczany do grupy spineli (żelazowych). Należy do minerałów pospolitych.
Kamień ten znany był już starożytnym Grekom. Jego nazwa μαγνῆτις λίθος magnētis líthos" dosł. "kamień magnezyjski", pochodzi od dawnego greckiego miasta Magnesia (Μαγνησία, obecnie Manisa) – dziś na terenie Turcji.
Termin magnes wprowadził w 1845 r. austriacki mineralog Wilhelm Karl von Haidinger.

## Właściwości
Zazwyczaj tworzy kryształy o pokroju izometrycznym, najczęściej przyjmujące postać ośmiościanu. Występuje w skupieniach ziarnistych, zbitych; występuje też w formie wypryśnięć. Jest kruchy i nieprzezroczysty. Często zawiera domieszki tytanu, wanadu, manganu, magnezu, chromu.
Wykazuje silne właściwości magnetyczne, kryształy magnetytu są przyciągane przez magnes, zbite masy same działają jak magnes. Własności magnetyczne znikają w temperaturze około 580 °C, ale po ochłodzeniu pojawiają się ponownie. Obok pirotynu to jedyna z naturalnie występujących substancji magnetycznych. Charakteryzuje się wysoką zawartością żelaza (72,4%).
Odmiana magnetytu z dużą zawartością tytanu to tytanomagnetyt.

## Występowanie
Występuje w skałach magmowych (gabro, bazalt). Obecny jest również w skałach metamorficznych i osadowych.
Miejsca występowania: Bogate złoża magnetytu znajdują się w Szwecji (Kiruna, Luossawara), Rosji (Ural), na Ukrainie i w USA.
W Polsce minerał ten występuje na Dolnym Śląsku: w Kowarach, w Kletnie, okolicach Szklarskiej Poręby, spotykany jest w bazaltach okolic Złotoryi i na Suwalszczyźnie, w głębokim podłożu.
W okolicach Suwałk w skałach krystalicznych (anortozytach, norytach) podłoża prekambryjskiego występuje tytanomagnetyt.

## Zastosowanie
Jest najbogatszą i najlepszą dla przemysłu rudą żelaza.
Odłamki odmiany stalowoszarej po bębnowaniu i oprawieniu bywają używane jako kamień ozdobny.

### Medycyna niekonwencjonalna
W Japonii wierzono, że magnetyt łagodzi ból, leczy schorzenia szyi, ramion oraz bezsenność.
Litoterapia wykorzystuje magnetyt przy złamaniach, stłuczeniach itp. wierząc, że minerał ten zwiększa zdolność regeneracji tkanki mięśniowej i kostnej.